# 巴拉-杜布格里斯
巴拉-杜布格里斯是巴西马托格罗索州的一个市镇。总面积7228.902平方公里，总人口32479人，人口密度4.5人/平方公里。